# 萩原多賀彦
萩原 多賀彦（はぎわら たかひこ、1975年9月9日 - ）は、静岡県出身の元プロ野球選手（投手）。

## 来歴
専修大学では黒田博樹の1年後輩、同期に安藤正則がいた。3年春から1部リーグ昇格も4年秋は登板なく、1部リーグ通算14試合に登板、4勝3敗、防御率3.84。社会人・JR東日本では救援投手として2001年の東京スポニチ大会優勝を経験、同年の都市対抗野球でも救援で登板した。ドラフト会議にてヤクルトスワローズから6巡目で指名を受け、同僚の五十嵐貴章とともに入団。既に妻子がおり、いわゆる「子連れルーキー」となった。
2002年、即戦力投手として期待されたルーキーイヤーのこの年から先発登板の機会も与えられたが、結果を残すことができなかった。
右ひじ手術などの影響もあって2003年からは2005年の3年間で一軍登板がなく、球団から戦力外通告を受け引退。親会社のヤクルト本社に入社した。
その後は少年野球指導などをしながらスポーツビジネスに関わっている。

## 詳細情報

### 年度別投手成績
| 年 度     | 球 団     | 登 板 | 先 発 | 完 投 | 完 封 | 無 四 球 | 勝 利 | 敗 戦 | セ 丨 ブ | ホ 丨 ル ド | 勝 率 | 打 者 | 投 球 回 | 被 安 打 | 被 本 塁 打 | 与 四 球 | 敬 遠 | 与 死 球 | 奪 三 振 | 暴 投 | ボ 丨 ク | 失 点 | 自 責 点 | 防 御 率 | W H I P |
| --------- | --------- | ----- | ----- | ----- | ----- | -------- | ----- | ----- | -------- | ----------- | ----- | ----- | -------- | -------- | ----------- | -------- | ----- | -------- | -------- | ----- | -------- | ----- | -------- | -------- | ------- |
| 2002      | ヤクルト  | 8     | 2     | 0     | 0     | 0        | 0     | 2     | 0        | --          | .000  | 63    | 14.1     | 20       | 2           | 1        | 0     | 0        | 12       | 1     | 0        | 10    | 8        | 5.02     | 1.47    |
| 通算：1年 | 通算：1年 | 8     | 2     | 0     | 0     | 0        | 0     | 2     | 0        | --          | .000  | 63    | 14.1     | 20       | 2           | 1        | 0     | 0        | 12       | 1     | 0        | 10    | 8        | 5.02     | 1.47    |

### 記録
- 初登板：2002年5月19日、対広島東洋カープ9回戦（岩手県営野球場）、4回裏に2番手で救援登板、2回2失点で敗戦投手
- 初奪三振：同上、4回裏にエディ・ディアスから空振り三振
- 初先発：2002年5月25日、対横浜ベイスターズ7回戦（明治神宮野球場）、6回5失点（自責点3）で敗戦投手

### 背番号
- 14 （2002年 - 2004年）
- 46 （2005年）